# Скульптура святого Димитрія (Мильне)
Скульптура святого Димитрія — щойновиявлена пам'ятка монументального мистецтва у селі Мильному Залозецької громади Тернопільського району Тернопільської области України. Розташована біля дороги, що веде до сільської ради.

## Опис
Фіґура з вирізьбленим барельєфним зображенням святого (в повний зріст) на постаменті.
Постамент — 1,65х1,65 м, висота 3,6 м; висота скульптури 1,2 м, площа 0,0003 га.

## Відомості
Поставлена 1832 року місцевим учителем на знак вдячності своєму покровителю і в пам'ять жертв холери, яка лютувала в селі у 1831 році. Її виготовили самодіяльні майстри із каменю.
Існує легенда щодо цієї пам'ятки: «Одного вечора житель Мильного повертався возом до родинного села із повітового міста Золочева, як враз йому явилася чума в образі жінки, яка тоді лютувала в селі. Вона зізналася, що найбільше боїться коляди. Зрозумівши, в чому справа, чоловік зліз з воза, і сказав їй, що він поламався, і йому потрібно бігти до села, аби позичити колеса. Чума на це погодилася, бо пішки вона не мала бажання іти. Прибувши до села, чоловік почав будити людей, щоб вони колядували. Спочатку вони були здивованими, адже тоді був день святого Димитрія, але співали цілу ніч. Згодом повернувшись до воза, чоловік помітив, що від чуми й сліду не залишилося. Тоді, селяни й вирішили встановити фігуру святого Димитрія на честь порятунку від пошесті».